# E92 (trasa europejska)
E92 – trasa europejska biegnąca przez Grecję. Zaliczana do tras pośrednich wschód-zachód droga łączy Igumenitsę z Wolos.